# Manoir de Lortier
 (avril 2017).
Le manoir de Lortier est un édifice des XVIIe et XVIIIe siècles situé à Auquainville, dans le département du Calvados en région Normandie.

## Localisation
Le manoir de Lortier se situe sur le territoire de la commune d'Auquainville, à l'est du département du Calvados, dans la région naturelle du pays d'Auge. Il se trouve à quelques centaines de mètres à l'ouest de l'église Notre-Dame, sur l'un des versants de la vallée de la Touques.

## Historique
Pierre Le Bas du Coudray est le bâtisseur du manoir.

## Architecture
Le logis, construit sur deux niveaux, présente des façades entièrement réalisées en pans de bois. Son ossature est faite de longs poteaux de bois qui encadrent des colombes uniquement verticales. Les entre colombages sont comblés par du mortier de chaux. Les façades sont percées de nombreuses baies dont la partie supérieure est cintrée, conférant ainsi à l'ensemble une certaine élégance.
La partie centrale du logis, la plus ancienne, remonte au XVIIe siècle. Elle a fait l'objet de divers remaniements au XVIIIe siècle, notamment, un agrandissement  d'un tiers de sa largeur sur la partie exposée au nord-ouest afin de rendre l'habitation plus spacieuse et plus confortable. Cet agrandissement a entraîné une dissymétrie des pentes avant et arrière de la toiture.
Le parc qui entoure le logis est agrémenté de plusieurs dépendances dont un ancien pressoir.

## Protection
Les façades et les toitures ainsi que les trois cheminées du premier étage sont inscrites au titre des monuments historiques depuis le 29 novembre 1977.